# تكامل مجتمعي
التكامل المجتمعي، على الرغم من تعريفه المتنوع، هو مصطلح يشمل المشاركة الكاملة لجميع الناس في حياة المجتمع. وقد أشارت بشكل خاص إلى دمج الأشخاص ذوي الإعاقة في المجتمع الأمريكي من المستوى المحلي إلى المستوى الوطني، وكانت لعقود من الزمن بمثابة جدول أعمال محدد في بلدان مثل بريطانيا العظمى. على مدى العقود الأخيرة، أصبحت برامج التكامل المجتمعي فعالة بشكل متزايد في تحسين فرص الحصول على الرعاية الصحية للأشخاص ذوي الإعاقة. لقد تم تقديرهم لتوفيرهم «صوتًا لمن لا صوت لهم».
في الولايات المتحدة، يدعو اتحاد المواطنين من أجل ذوي الإعاقة إلى سياسة عامة وطنية «تضمن تقرير المصير والاستقلال والتمكين والتكامل والاندماج للأطفال والبالغين ذوي الإعاقة في جميع أنحاء المجتمع». وكثيراً ما تحدثت بلدان أخرى (مثل كندا) ذات جذور مختلفة عن الإدماج: الأجندة الموحدة العالمية في «الإعاقة والحياة المجتمعية».

## النظرية
وقد صنف المنظرون أنواع ومستويات التكامل في التربية الخاصة إلى جسدي، ووظيفي، واجتماعي، ومجتمعي، وتنظيمي. في دوائر الإعاقة، يعني التكامل المجتمعي فرص المشاركة في المدارس والوظائف والمنازل والعلاقات والترفيه ومجموعة متنوعة من الاهتمامات وأنماط الحياة. يُعرف بينجت نيرجي والراحل وولف وولفينسبيرجر من الولايات المتحدة الأمريكية على المستوى الدولي بمفهومهما للتطبيع وتثمين الدور الاجتماعي، مع التركيز بشكل خاص على التكامل الجسدي والاجتماعي. أندرس جوستافسون (ق. 1990 وقد أشارت دراسة سويدية) إلى أن التكامل الجسدي يصف بشكل أفضل الاستخدام الشائع لمصطلح «التكامل»، في حين أن التكامل الاجتماعي هو النضال من أجل «المساواة والجودة في الحياة».
كان الهدف من دمج المجتمع هو مشاركة الأشخاص ذوي الإعاقة في بيئات عادية، وهو نقيض الممارسات الإقصائية (مثل نموذج المجموعة الأقلية). ومع تحرك المجال نحو دعم المجتمع، بدأت النظريات المتعلقة بالحياة المجتمعية تتطلب قابلية التطبيق خارج نموذج المجموعة الأقلية مع التركيز الجديد على تقرير المصير. وكما وصف راسينو، تشمل هذه النظريات النظرية البيئية، ونظريات دعم المجتمع، ونظرية النظم، والنظريات النسوية، ونظريات الأسرة، والنظريات الاجتماعية الثقافية، والنظريات النقدية في التعليم، والنظريات النفسية الاجتماعية، ونظرية المفهوم الإنساني العام، والنظريات العالمية.

## تغيير الأنظمة
في تحليله لأنظمة المجتمع في الولايات المتحدة، اقترح تايلور مبدأ البيئة غير التقييدية كنقطة مقابلة لمبدأ البيئة الأقل تقييدًا للحكومة الفيدرالية. في عام 2014، كان المبدأ الحاكم في الولايات المتحدة هو مبدأ البيئة الأكثر تكاملاً استنادًا إلى قرار المحكمة العليا في قضية أولمستيد.
قبل قرار أولمستيد، تناولت المحكمة العليا قضايا التكامل المجتمعي عدة مرات في قضية هالدرمان ضد مدرسة ومستشفى ولاية بنهورست، وهي دعوى جماعية رفعها المحامي ديفيد فيرليجر في ولاية بنسلفانيا. وعلى الرغم من أن قرار أولمستيد لم يتناول صراحةً القضايا الدستورية التي تم البت فيها في قضية بنهورست وغيرها من القضايا، فقد تم انتقاد القيود في أولمستيد، وقيل إن هناك حق دستوري في الخدمات المجتمعية.
وقد تضمن تحليل التغيير في الأنظمة واسعة النطاق في التكامل المجتمعي التحديات التي تواجهها الوكالات العامة المحلية، والعناصر الرئيسية لهذه الاستراتيجيات (على سبيل المثال، تمكين القيادة، ووضع الناس في المقام الأول، والقيم والرؤية، والتعلم من أجل الجودة)، وتداعياتها على السياسة الوطنية. إن وكالة الإعاقة، ونظام الإعاقة على مستوى الدولة، والمجتمع، والتغيير المجتمعي هي عناصر أساسية (ولكنها غير كافية) لعملية ونتائج التكامل المجتمعي.
كما أن للتكامل المجتمعي جذور مجتمعية قوية تضعه في مجالات الممارسة المجتمعية من علم نفس المجتمع، إلى علماء الاجتماع الذين يدرسون المجتمع، إلى التعليم الشامل في أنظمة المدارس المحلية، والشركات التنافسية (مع إعادة التأهيل)، والمعيشة المستقلة الريفية، وعلم الاجتماع الحضري، والمتنزهات المحلية، وبرامج الترفيه، وتنمية المجتمع والإسكان، والأحياء، والمجتمعات، وغيرها.

### التعليم
إن التكامل التعليمي له تاريخ طويل، ويُوصف بأنه «أكثر شمولاً من الدمج الأكاديمي». يشير التكامل المجتمعي في هذا السياق إلى الفرص «لتعلم المهارات العملية الاجتماعية ومهارات الحياة المجتمعية في مجموعة واسعة من البيئات المجتمعية».(ص.3) استنادًا جزئيًا إلى حركة الحقوق المدنية كما تمثلت في قضية براون ضد مجلس التعليم، استند دمج المدارس على الحق في التعليم المجاني والمناسب.
يظل التكامل التعليمي (الذي غالبًا ما يُعادل الإدماج) مثيرًا للجدل في الولايات المتحدة (على الرغم من دعمه بالقانون) ويرجع ذلك جزئيًا إلى أنظمة التعليم الخاصة. يتضمن التكامل المدرسي أيضًا الأطفال ذوي الإعاقات الأكثر أهمية، مثل أولئك الذين يحتاجون إلى مساعدة تكنولوجية. لقد تم تحقيق تقدم في التعليم على مستوى ما بعد المرحلة الثانوية (في جميع فئات السكان تقريبًا) ويرجع ذلك جزئيًا إلى أقسام خدمات الإعاقة في الكليات. بدلاً من التكامل التعليمي، فإن الهدف هو استمرار إصلاح المدارس من خلال الإدماج (التعليم) والتعليم مع التسهيلات القانونية.

### السكن
في مجال الإعاقة في الولايات المتحدة، حدث تحول كبير من النماذج القائمة على المجموعة والمرافق إلى منازل ذات خدمات دعم، مع التركيز على التغيير من السكن «الشبيه بالمنزل» إلى منازل المجتمع والأحياء والعلاقات. كانت المبادرات الأكثر حداثة في مجال ملكية المسكن، وهو شكل مهم من أشكال التكامل المجتمعي الذي ينطوي أيضًا على الشعور بالملكية. يعتمد دمج الإسكان على تاريخ طويل من الدعم للإسكان عالي الجودة وبأسعار معقولة والذي غالبًا ما يتضمن تحليلات للإقصاء الاجتماعي والتي قد تركز على الطبقات المحمية في الولايات المتحدة.
يُعد دمج الإسكان ذا أهمية كبيرة، ويرجع ذلك جزئيًا إلى تاريخ الفصل السكني (عادةً حسب العرق والطبقة) في الولايات المتحدة. لا يزال الفصل السكني بسبب عدم المساواة والتفاوت قيد الدراسة في الأطر العرقية والاجتماعية والاقتصادية، بما في ذلك عملية إلغاء الفصل العنصري، والتجميل، والفصل المفرط. بالإضافة إلى ذلك، يؤثر التمييز العنصري، كقضية جسر بين الطبقات الدنيا والمتوسطة، على تكامل الإسكان والأحياء منذ أوائل سبعينيات القرن العشرين، مع شيوع تقسيم الدوائر الانتخابية لصناديق التنمية المجتمعية في العقد الأول من القرن الحادي والعشرين. يمكن العثور على مناقشة للفصل السكني في الولايات المتحدة وأوروبا و«نقد لمبدأ التكامل» في كتاب «الإدماج والديمقراطية».
في الولايات المتحدة، تم الإبلاغ عن الإسكان المختلط الدخل والمتفرق في دراسة حالة لجمعية إسكان تدعم الأشخاص ذوي الإعاقة في ماديسون، ويسكونسن (جمعية ماديسون للإسكان المتبادل والتعاوني). في كندا، تعمل جمعية البراري التعاونية للإسكان (كما أفاد ديفيد ويذرو) على دمج الأشخاص ذوي الإعاقة في المجتمع من خلال السكن. تشير مراجعة مبكرة للإسكان غير الربحي في الولايات المتحدة وكندا، مع تزايد الأموال الحكومية في الولايات المتحدة اليوم، إلى أن الإسكان المختلط الدخل ‏ كان يستخدم في المقام الأول في «الأحياء المضطربة» مع الجهود المبذولة للبحث عن مستأجرين من ذوي الدخل المرتفع للانتقال إلى تلك الأحياء بدلاً من رفع مستويات معيشة المجموعة بأكملها. في عام 2013، كان التركيز على الإسكان الشامل والمستدام، في حين تدعم مجموعات أخرى الإسكان العادل والمستدام في الولايات المتحدة (رابط السياسة). تم الإبلاغ عن حالة الإسكان والإعاقة في أمريكا من قبل المجلس الوطني للإعاقة في الولايات المتحدة، وتمت مقارنتها بتقرير جامعة هارفارد حول الإسكان في البلاد.

### الترفيه
إن التواجد في المجتمع يعني المشاركة في الأنشطة والفعاليات المحلية في البلدات والمدن والضواحي. يُعد التكامل الترفيهي أحد جوانب الشمول والوصول إلى المجتمع. وقد تم الترويج لتكامل المدرسة والترفيه في الولايات المتحدة وكندا وأستراليا. على المستوى المحلي، شملت الاهتمامات القبول والصداقات، وخدمات الدعم، وسهولة الوصول إلى الموقع، وحجم المجموعة، والأنشطة «المتكاملة حقًا» (على عكس الأنشطة المتزامنة)؛ ففي بريطانيا العظمى، على سبيل المثال، تم البحث عن فرص مجتمعية تتيح للأشخاص الانتماء والمساهمة وتكوين صداقات. كما ارتبط تمويل الأنشطة الترفيهية غالبًا بالمرافق، ويتضمن التكامل المجتمعي تغييرات في الموظفين في بيئات مثل جمعية الشبان المسيحية.
قد يكون الإدماج الترفيهي عبارة عن معسكر، أو مركز حي، أو دوري كرة لينة للفتيات، أو أندية رياضية أو تكنولوجية مدرسية، أو جوقة مجتمعية، أو دورة في التحدث أمام الجمهور كمشاركة اجتماعية متكاملة. تشمل الأمثلة المتعلقة بالسيارات مسار سيارات في مدينة ملاهي؛ وعروض سيارات، وليالي دراجات نارية ورحلات سيارات، وسباقات سيارات نموذجية.

### التوظيف
تمت الدعوة إلى دمج التوظيف خلال السبعينيات من القرن العشرين بالنسبة للنساء والأشخاص ذوي الإعاقة والمجموعات العرقية، الذين كان يُنظر إليهم على أنهم يتعرضون للتمييز في التوظيف (راسينو لرابطة مقاطعة أونونداجا الحضرية، 1978)؛ على سبيل المثال، تم بناء المهن والوظائف على أساس الجنس: مهن النساء (الممرضات والمعلمات والسكرتيرات) ومهن الرجال (العلماء والمديرين والإداريين والشرطة ورجال الإطفاء والبناء). لقد تم تحقيق تقدم على مستوى القيادة مع أول رئيس أمريكي من أصل أفريقي (باراك أوباما)، والقيادة المتعلقة بالإعاقة في وزارة التعليم الأمريكية (جوديث هيومان)، وصعود النساء البارزات في وزارة الخارجية (مادلين أولبرايت وهيلاري كلينتون).
بالنسبة لأولئك الذين يعانون من إعاقات شديدة، غالبًا ما تم صياغة مبادرات دمج التوظيف على أنها توظيف مدعوم، مما سمح بوظائف في الشركات العادية ومواقع العمل. وكثيراً ما كانت المبادرات المماثلة في مجال الصحة العقلية تُسمى بالتوظيف الانتقالي، وكانت أشكال أخرى من التكامل تشمل التوظيف التنافسي في الشركات والصناعة، والمناصب المستهدفة، وحتى الشركات الإيجابية في قلب المناطق التجارية. كان أحد النجاحات الكبرى هو إقرار قانون الأمريكيين ذوي الإعاقة لعام 1990، والذي تم تعديله في عام 2008 (بعد قانون إعادة التأهيل لعام 1973، والذي تم تعديله في عام 1978)، والذي حمى الرجال والنساء ذوي الإعاقة في الحصول على الوظائف والمهن والمناصب مع التسهيلات اللازمة في مكان العمل. غالبًا ما يُعتبر تقديم خدمات المساعدة الشخصية، أو في مجالات أخرى، مدرب وظيفي من الخدمات الأساسية لتكامل التوظيف، قبل نماذج الإشراف والدعم «الطبيعية».
في هذا السياق، وُضع مفهوم التكامل الوظيفي، بما في ذلك الجوانب الاجتماعية للترقية، وممارسات التوظيف والفصل التمييزية، ومعايير الأداء، وتقاسم الوظائف وتعديلها، والتحصيل التعليمي، والتدريب الداخلي وتجارب التطوع، وعلاقات العمل، وبناء الفريق، والأدوار الإشرافية، وتعويضات العمال، والتسهيلات، والدعم (الرابطة الحضرية لمقاطعة أونونداغا، 1978). يُتوقع التكامل الوظيفي التنافسي في سوق العمل الأمريكي بموجب القانون، وقد طُوّرت الخدمات الفئوية على أسس منفصلة (مثلاً، من المرافق المحمية إلى التوظيف المدعوم). يُعد التكامل الوظيفي قضية عالمية، وقد عدّلته مناهج التعامل مع المجموعات متعددة الثقافات (مثلاً، تزايد عدد السكان اللاتينيين في الولايات المتحدة)، والتغيرات الاقتصادية (مثلاً، من التصنيع إلى الخدمات)، وارتفاع معدلات البطالة.

## السياسات
لقد تعرض التكامل المجتمعي لانتقادات شديدة بسبب عدم اهتمامه بالعوامل الجنسانية والعرقية والثقافية والعنصرية والطبقية والاقتصادية («التمييز المزدوج»، ص 60-61). على مستوى الجامعة، تم اقتراح التعددية الثقافية، بما في ذلك الإعاقة، كحل لهذه القضايا المعقدة. يتضمن التكامل المجتمعي، في الممارسة العملية، مناهج ونماذج متنوعة (العمر والفريق والوكالة والمنطقة والتكامل أو الفصل بين الجنسين) وكان جزءًا لا يتجزأ من إلغاء المؤسسات وتنمية المجتمع لأكثر من عقدين من الزمن. التكامل المجتمعي هو سياسة ومفهوم وممارسة لمعالجة الوصمة المنهجية والتمييز المتعلق بالإعاقة. وهو يتنافس مع نماذج السياسة الأخرى (مثل التعددية الثقافية) ويغير ممارساته بمرور الوقت.

### الإعاقة المتقاطعة
في المجال الفرعي لإصابات الدماغ، شمل التكامل المجتمعي مجالات تتراوح من التوظيف المدعوم إلى مهارات الحياة اليومية، والتدخلات الأسرية (مقابل الدعم) وتدريب الذاكرة، وإعادة الدمج في المدارس، والانتقال إلى التعليم ما بعد الثانوي. وقد تم تعريف التكامل المجتمعي بشكل متنوع من قبل الباحثين، بما في ذلك أولئك في مجالات مثل إصابات الدماغ، والإعاقات الحسية (مثل السمع والبصر)، والإعاقات التنموية، والإعاقات الجسدية. غالبًا ما تقرأ المقالات الإخبارية والمجلات المهنية، «التكامل في المجتمع» (من المؤسسات والمرافق)، أو الرعاية المتكاملة (تكامل الخدمات الصحية)، أو «إعادة الدمج المجتمعي» (بعد الرعاية في المستشفى) في جميع أنحاء العالم.
في مجال الصحة العقلية، شجع بول كارلينج التكامل المجتمعي في الثمانينيات والتسعينيات في معارضة النموذج الطبي السائد، في حين يرتبط إعادة التأهيل النفسي أيضًا بالمهن الطبية، وغالبًا ما تكون مهنًا صحية متحالفة. كان نهج كارلينج في دمج المجتمع في الصحة العقلية متوافقًا مع الإعاقات الفكرية، وخاصة في مجالات المعيشة المجتمعية (على سبيل المثال، المعيشة الداعمة في الإعاقات الفكرية، والإسكان المدعوم في الصحة العقلية، والإسكان والدعم). في عام 2008، ناقشت مجلة الإعاقة والمجتمع، وهي مجلة شعبية متخصصة في سياسات الإعاقة، إعادة دمج الأشخاص ذوي الإعاقات النفسية في المجتمع وعلاقتهم بمراكز المعيشة المستقلة.
تم اقتراح أنظمة طبية شاملة لدعم الأسرة في التكامل المجتمعي، بما في ذلك أدوار جديدة للموظفين المتخصصين من علماء النفس العصبي إلى أطباء العلاج الطبيعي. في مجال إصابات الدماغ الرضحية، تم تأطير التكامل المجتمعي من خلال النماذج الاجتماعية والطبية للإعاقة لتحويل الأشخاص من المستشفيات ومراكز إعادة التأهيل. اليوم، توصي جمعية إصابات الدماغ الأمريكية بالاحتياجات التعليمية للأطفال الذين يعانون من إصابات دماغية رضحية والرعاية الصحية المطلوبة.

### المبادرة الفيدرالية الأمريكية
في عام 1985، موّلت الحكومة الأمريكية مشروعًا وطنيًا للتكامل المجتمعي لتحديد أفضل الممارسات المجتمعية للأشخاص ذوي «الإعاقات الشديدة». وقُدّمت المساعدة الفنية من خلال مركز أبحاث وتدريب إعادة التأهيل على التكامل المجتمعي (التابع للمعهد الوطني لمركز أبحاث وتدريب إعادة التأهيل لذوي الإعاقة، التابع لوزارة التعليم الأمريكية) لجميع الولايات. كما تعاقد مركز أبحاث وتدريب إعادة التأهيل على التكامل المجتمعي (جامعة سيراكيوز، برئاسة ستيف تايلور) مع جامعة إلينوي (ديفيد برادوك)، ومعهد جامعة مينيسوتا للتكامل المجتمعي (ك. تشارلي لاكين). وعرضت الوزارات الفيدرالية لاحقًا عقودًا لتقييم حالة هذه الخدمات المجتمعية الجديدة في الولايات المتحدة وغيرها.
كانت مبادئ التكامل المجتمعي من خلال المراكز الوطنية الرائدة (مركز أبحاث وإعادة تأهيل المعيشة الأسرية والمجتمعية، الذي ييسره لاكين وجيه إيه راسينو من جامعة سيراكيوز) هي:
- سوف يكون جميع الأشخاص ذوي الإعاقة قادرين على العيش بنجاح في (وكجزء من) المجتمعات الطبيعية التي توفر لهم الدعم الذي يحتاجون إليه.
- سيتم تكريم جميع الأشخاص ذوي الإعاقة لمساهماتهم الإيجابية لأسرهم ومجتمعاتهم.
- سيستفيد جميع الأشخاص ذوي الإعاقة من علاقات دائمة مع أشخاص آخرين (بما في ذلك أفراد الأسرة وأفراد المجتمع من غير ذوي الإعاقة).
- سيكون لجميع الأشخاص ذوي الإعاقة (وأفراد أسرهم) الحق في المشاركة في القرارات التي تؤثر على طبيعة وجودة الخدمات التي يتلقونها.
- سيتمكن جميع الأشخاص ذوي الإعاقة من الوصول إلى الخدمات والدعم الذي يوفر لهم الاختيار والدعم للمواطنة الكاملة.
- سيتم تقديم الخدمات والدعم للأشخاص ذوي الإعاقة بشكل فردي ومتجاوب مع الاختلافات الثقافية والإثنية والموارد الاقتصادية وظروف الحياة.
- إن السياسات العامة سوف توفر الفرصة للتمتع بحياة منتجة ومتكاملة.

تم عقد معهد القيادة للتكامل المجتمعي عام 1988 (من التواجد في المجتمع إلى أن تكون جزءًا منه، ستيف جيه تايلور، المدير؛ وجولي آن راسينو، نائبة المدير؛ وب. شولتز، منسق المعلومات)، في واشنطن العاصمة، برعاية مركز الأبحاث والتدريب على التكامل المجتمعي بالتعاون مع المعهد الوطني لأبحاث الإعاقة وإعادة التأهيل، ومكتب التعليم الخاص وخدمات إعادة التأهيل، ووزارة التعليم الأمريكية، ومركز بيتش للأسر والإعاقة (جامعة كانساس)، ومعهد كاليفورنيا للأبحاث (جامعة كونيتيكت)، ومركز أبحاث وتدريب إعادة التأهيل (جامعة فيرجينيا كومنولث)، ومركز الأبحاث والتدريب على الشيخوخة والإعاقات التنموية (اتحاد من ثماني جامعات بتنسيق من جامعة سينسيناتي)، ومركز الأبحاث والتدريب على الحياة المجتمعية (جامعة مينيسوتا) والبرنامج التابع للجامعة في الإعاقات التنموية (جامعة إلينوي في شيكاغو). تم تسهيل مجموعات العمل في المعيشة المجتمعية، والأسر، والمدرسة، والتوظيف من خلال أوراق أعدها، على التوالي، ك. تشارلي لاكين، وآنا ب. تورنبول، وهـ. رود تورنبول، ودوجلاس بيكلين، وبول ويمان.
وبحلول أواخر العقد الأول من القرن الحادي والعشرين، أعيدت تسمية المراكز إلى مراكز المشاركة المجتمعية، وهو أحد جوانب التكامل المجتمعي، أو التوظيف، أو مجالات أخرى ذات أولوية، مثل الصحة، مع استمرار تمويل العديد من المراكز المذكورة أعلاه على المستوى الفيدرالي من خلال برنامج المعهد الوطني لأبحاث إعادة التأهيل، ووزارة التعليم الأمريكية، والمراكز الأكاديمية الجديدة في الجامعات مثل جامعة تيمبل في بنسلفانيا.

### المبادئ والممارسات
على وجه الخصوص، يعني التكامل المجتمعي في الإعاقات الفكرية والإعاقات التنموية أسرًا لجميع الأطفال. بالنسبة للبالغين، يعني ذلك منازل «عادية» أو «منتظمة» مع خدمات الدعم. بالإضافة إلى ذلك، يعني التكامل المجتمعي الترفيه والتوظيف والنقل والتعليم مع المساعدة والدعم الشخصي اللازم للمشاركة الكاملة في المجتمع.
مع ذلك، أصبح دعم المجتمع (مثل الخدمات الموجهة للمستهلك) كجزء من تغيير دور المجتمع وإلغاء المؤسسات، وتقرير المصير، والمشاركة المجتمعية، والتخطيط الفردي، والعلاقات الاجتماعية وخدمات المساعدة الشخصية الاتجاه الرائد في دمج المجتمع في الولايات المتحدة. كما وُصف دمج المجتمع بأنه مُقارن بالتطبيع، وهو نظام خدمات إنسانية قائم على القيم ومعروف على نطاق واسع (انظر: وولفينسبيرغر، ونيرجي، وبنك-ميكلسن).
ارتبط التكامل المجتمعي بضمان الجودة في المجتمع وتحسين نوعية الحياة. وقد شمل تقييمات ودراسات على مدى عقدين على الأقل في مجالات تتراوح من تكاليف الخدمة إلى دراسات الموظفين وأنماط الخدمة وأفضل الممارسات والابتكارات ودراسات المجتمع والتكامل. وعلى الصعيد الدولي، تم استكشاف جودة الحياة في فنلندا وأستراليا والولايات المتحدة وألمانيا والمجر والدنمارك وكندا.

## وجهات النظر العالمية
تعاون باحثون من الولايات المتحدة الأمريكية (جولي آن راسينو، جامعة سيراكيوز) وبريطانيا العظمى (ديفيد تاول، كلية كينغز فند) في مجال التكامل المجتمعي، بما في ذلك سلسلة من الندوات الدولية حول التكامل المجتمعي في الولايات المتحدة الأمريكية عام 1990، عُقدت في جامعة مانشستر (مركز هيستر أدريان للأبحاث)، ومعهد مانشستر بوليتكنيك، وهيئة الصحة في مانشستر، وكلية كينغز فند (مع لين روكر)، وحملة من أجل المعاقين ذهنيًا (لندن)، وجامعة ويلز في بانجور (مركز أبحاث السياسات الاجتماعية)، وجامعة ويلز (وحدة أبحاث الإعاقة الذهنية). أما على الصعيد الدولي، فقد بدأت الأبحاث حول «الجيل المتكامل الأول» في دول مثل السويد، وتم تأكيد التكامل كمبدأ قانوني في الولايات المتحدة الأمريكية.
تتغير خدمات الدعم والتكامل والاندماج المجتمعية في بلدان مثل تشيكوسلوفاكيا (جمهورية التشيك وسلوفاكيا الآن)، وأستراليا ونيوزيلندا واليابان وإسرائيل والنمسا وبريطانيا العظمى وأيسلندا والسويد. منذ تسعينيات القرن العشرين، تشكل الاتحاد الأوروبي، وتم تحرير الشعوب في الشرق الأوسط، وتطورت الدعوة المجتمعية إلى الدفاع عن الذات في أميركا الجنوبية وأفريقيا، وتولت الصين (جزئياً) الملكية المالية للديون الأميركية. وتقدم الأمم المتحدة التوجيه والقيادة من خلال اتفاقيتها بشأن حقوق الأشخاص ذوي الإعاقة (وخاصة المادة 19، التي تتناول المعيشة المستقلة والاندماج المجتمعي). هناك كتاب يعتمد على هذه المبادئ وهو «الإدارة العامة والإعاقة: إدارة الخدمات المجتمعية في الولايات المتحدة» (راسينو، 2014) والذي يربط بين الدول القومية المتنوعة والأسباب المنطقية لاستمرار الفصل العنصري في التعليم والتوظيف والإسكان الفصل العنصري في أيرلندا الشمالية.